# GRAU-kód
A GRAU-kód (ГРАУ – Главное ракетно-артиллерийское управление МО РФ; МО РФ – Министерство обороны Российской Федерации / Glavnoje Raketno-Artyillerijszkoje Upravlenyije MO RF magyarul Oroszország Védelmi Minisztériumának Rakéta és Tüzérségi Eszközök Főcsoportfőnöksége) az orosz Védelmi Minisztérium egyik hivatalának (a GRAU-nak) a kódrendszere, melyet 1938-ban vezettek be. Minden, a Szovjetunióban és később Oroszországban hadrendbe állított tüzérségi eszköz kapott egy, a kódrendszernek megfelelő kódot. A hivatal a védelmi-miniszter helyettes, a Szovjet Hadsereg, később az Orosz Fegyveres Erők Fegyverzeti és Hadianyag Osztály parancsnokának alárendeltségébe tartozik. 1960. november 19-ig Tüzérségi Eszközök Főcsoportfőnöksége (GAU) volt a neve. Ehhez a jelzési rendszerhez illeszkednek a védelmi minisztérium más szervezeti egységeinek kódrendszerei, pl. az Űreszközök Főcsoportfőnökség (GUKOSZ).

## A GRAU-kódrendszer

### Szintaktika
A GRAU-kódrendszer régi változatát az 1938-tól az 1950-es évekig használták.

Felépítése: <szám><kötőjel><betű><kötőjel><szám>.
Az első számjel a GAU, majd GRAU adott fegyverfajtával, vagy eszközzel foglalkozó osztályát jelölte. Az azt kötőjellel követő betűvel az eszköz jellegét jelölték, míg az utolsó számjegy a konkrét modellre utalt. Pl. a DP golyószóró GRAU-jele 56–Р–321, ahol  a P betű a fegyverfajtára (golyószóró, oroszul pulemjot) utal.
1956-ban új kódrendszer vezettek be. A napjainkban is használt új rendszer szintaktikai felépítése:

<szám><betű><szám>, majd a kiegészítő (ált. modernizációs lépcsőket jelölő) utójel-rendszer: <betű><szám>.
A GRAU-index első eleme egy szám, ami a rendszerek és eszközök főkategóriáit jelöli. A második eleme egy cirill betű, ami a főkategórián belüli alkategóriát jelöli. Az első szám és betű között lehet még egy kiegészítő szám is (pl. a 7-es kategóriánál). A harmadik elem egy szám, ami a típusspecifikus modelleket jelöli. A kiegészítő utójel-rendszer a típus módosított altípusait jelöli.
Mindezek egymás után, szóközök nélkül egybeírva. Ezt az indexcsoportot szóköz után egy speciális GRAU-kódnév követi.
Például:
- 2SZ1 Gvozgyika önjáró löveg,
- 2K12M2 Kub önjáró légvédelmi rakétarendszer,[1]
- 76N6 kis magasságú célfelderítő radar.[2]

### Téves értelmezés
Sok téves értelmezés tárgya a GRAU-index. A GRAU jelölés nem gyári jelölés, és még csak nem is a tervezőiroda jelölése. Mindezektől függetlenül előfordul, hogy a GRAU jelölésében helyet kap mind a tervező, mind a gyártó jelölése és az eszköz csapatszolgálati neve is.
Például az SZ–25 Berkut (NATO-kód: SA–1 Guild) légvédelmi rakétarendszer több föld-levegő rakétájának létezik további négy hazai megnevezése is:
- tervezői név: La–205,
- gyártmányjelzés: Izgyelije 205 (205-ös gyártmány),
- GRAU-index: 5V7,
- hadrendi megnevezés: V–300.

A zűrzavart több, általános rendeltetésű szovjet légibomba jelölése is fokozza. Például a FAB–250 1944-ben került hadrendbe. Sorozatszáma 3–01301, megnevezése 7–F–334.

### A jelölésrendszer
A GRAU jelölésrendszere a következők szerint tagolódik.

#### 1 – rádiólokációs és elektronikai eszközök
- 1K
- 1K1 – Buran űrsikló
- 1L

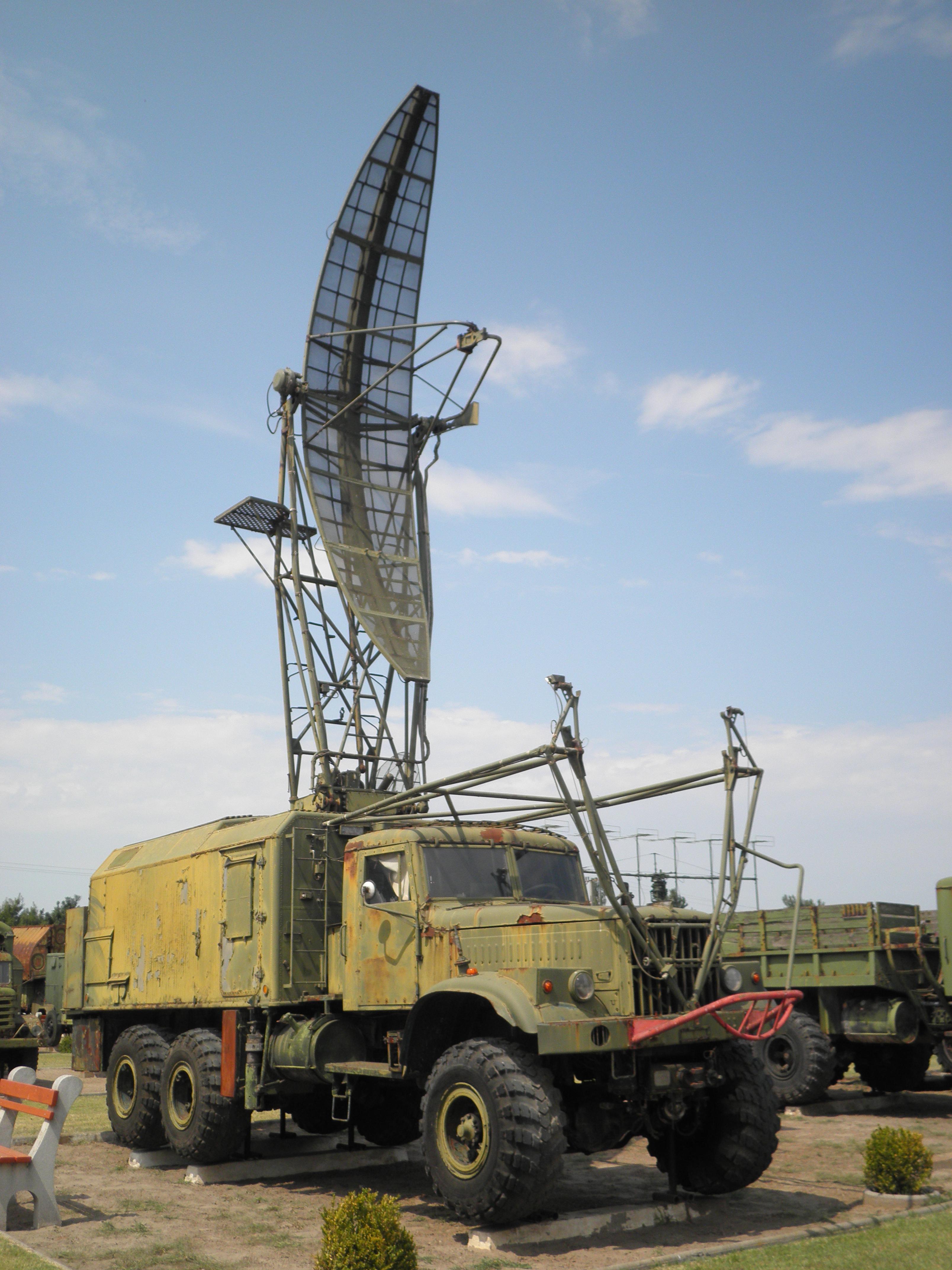
A PRV–16 (1RL132) magasságmérő rádiólokátor

  - 1L14 – a 9K310 (NATO-kód: SA–16 Gimlet) légvédelmi rendszer IFF jeladója
  - 1L117 – R–37M rádiólokátor
- 1–OD – optikai távolságmérők
- 1–ON – optikai figyelőműszerek
- 1–OP – optikai célzóberendezések
- 1P – célzóberendezések
- 1PZ – légvédelmi célzóberendezések
- 1PN – éjszakai célzóberendezések
- 1SZ
  - 1SZ11 – a 3M12 légvédelmi rendszer 1SZ91 jelű parancsnoki és vezérlőjárművének célfelderítő radarja
- 1RL – rádiólokátor-állomások
  - 1RL132 – PRV–16 magasságmérő rádiólokátor
  - 1RL139 – P–37 rádiólokátor
- 1RSZ – tűzvezető rádiólokátorok
- 1n kiegészített
  - 19ZS6 – SZT–68U

#### 2 – szárazföldi csapatok tüzérségi rendszerei
- 2A – vontatott lövegek, légvédelmi- és harckocsiágyúk
  - 2A14 – 23 mm-es légvédelmi gépágyú
  - 2A18 – (D–30) 122 mm-es vontatott tarack
  - 2A19 – (T–12) 100 mm-es simacsövű vontatott páncélromboló ágyú
  - 2A20 – 100 mm-es simacsövű harckocsiágyú, a T–62 harckocsin alkalmazták
  - 2A26 – 125 mm-es simacsövű harckocsiágyú, a T–64 harckocsin alkalmazták
  - 2A28 – 73 mm-es simacsövű harckocsiágyú, a BMP–1 és BMD–1 harcjárműveken alkalmazzák
  - 2A29 Rapira – (MT–12) 100 mm-es simacsövű vontatott páncéltörő ágyú
  - 2A30 – (D–20) 152 mm-es vontatott tarackágyú
  - 2A33 – (D–22) 152 mm-es vontatott tarackágyú
  - 2А36 Giacint-B – 152 mm-es vontatott ágyútarack
  - 2A38 Szoszna – 30 mm-es légvédelmi gépágyú, többek között a 2K22 Tunguszka alkalmazza.
  - 2A42 – 30 mm-es gépágyú, a BMP–2 és a BTR–90 harcjárműveken alkalmazzák.
  - 2A45 Sprut-B – 125 mm-es simacsövű vontatott páncélromboló ágyú
  - 2A46 – 125 mm-es simacsövű harckocsiágyú, a T–64, T–72, T–80, T–90 harckocsikon alkalmazzák
  - 2A60 Nona – 120 mm-es aknavető, 2SZ9, 2SZ23 és 2SZ31 alkalmazza
  - 2А65 Mszta–B – 152 mm-es vontatott ágyútarack
  - 2A70 – 100 mm-es harckocsiágyú, a BMP–3 harcjárművön alkalmazzák
  - 2A72 – 30 mm-es gépágyú, a BMP–3 harcjárművön alkalmazzák a 2A70-nel párhuzamosítva, valamint a BTR-80 fő fegyvere
  - 2A75 – 125 mm-es simacsövű harckocsiágyú, a 2SZ25-ön alkalmazzák
- 2B – aknavetők
  - 2B11 – 120 mm-es aknavető
  - 2B14 – 82 mm-es aknavető
  - 2B24 – 82 mm-es aknavető
- 2K – légvédelmi, főként föld-levegő rakétarendszerek
  - 2K11 Krug – (NATO-kód: SA–4 Ganef)
  - 2K12 Kub – (NATO-kód: SA–6 Gainful)
  - 2K22 Tunguszka – (NATO-kód: SA–19 Grison)
- 2SZ – önjáró lövegek (SZ = Szamohodnaja)
  - 2SZ1 Gvozgyika – 122 mm-es önjáró ágyútarack
  - 2SZ3 Akacija – 152 mm-es önjáró ágyútarack
  - 2SZ4 Tyulpan – 240 mm-es önjáró aknavető
  - 2SZ5 Giacint-SZ – 152 mm-es önjáró ágyútarack
  - 2SZ7 Pion – 203 mm-es önjáró messzehordó ágyú
  - 2SZ9 Nona–SZ – 120 mm-es önjáró aknavető
  - 2SZ12 Szani – 120 mm-es vontatott 2B11 aknavető, a 2F510 alvázra épített 2B11 aknavető 2N12 Sledge GRAU-kódot kapott
  - 2SZ19 Mszta-SZ – 152 mm-es önjáró löveg
  - 2SZ23 Nona–SZVK – 120 mm-es önjáró aknavető, BTR–80 alvázon
  - 2SZ25 Sprut-SZD – önjáró páncélromboló ágyú
  - 2SZ31 Vena – 120 mm-es önjáró aknavető BMP–3 alvázon
- 2U – gyakorló rendszerek (U = Ucsebno, magyarul gyakorló)

#### 3 – szárazföldi és haditengerészeti rakéták, vezérlőrendszerek
- 3M – rakétarendszerek és robotrepülőgépek
  - 3M6 Smel – (NATO-kód: AT–1 Snapper)
  - 3M11 ?
  - 3M12
  - 3M45 Granyit (NATO-kód: SS–N–19 Shipwreck)
  - 3M80 Moszkit (NATO-kód: SS–N–22 Sunburn) – torlósugárhajtóműves robotrepülőgép
- 3K – haditengerészeti rakétarendszerek
  - 3K95 Kinzsal (NATO-kód: SA–N–9 Gauntlet)
- 3n kiegészített
  - 32D6 – Duga–2 horizonton túli rakétafelderítő rádiólokátor
  - 36D6 – SZT–68UM rádiólokátor

#### 4 – szárazföldi és haditengerészeti eszközök (töltények, reaktív páncélok stb.)
- 4G – harcirészek
  - 4G15 – a P–15 Tyermit hajóromboló rakéta harcirésze
- 4K – haditengerészeti rakéták
  - 4K10 – a tengeralattjárókba telepített D–5 "Zib" rendszer R–27 rakétája (NATO-kód: SS–N–6 Serb)
  - 4K40 – P–15 Tyermit hajóromboló rakéta (NATO-kód: SS–N–2 Styx)
  - 4K90 – V–600
  - 4K91 – V–601
- 4P – indítók
  - 4P140 – a BM–27 Uragan rakéta-sorozatvető alváza
- 4SZ – indítók
  - 4SZ95 – a Tor (NATO kód: SA–15 Gauntlet) légvédelmi komplexum alváza
- 4n kiegészített
  - 46N6E – az SZ–300PMU–1 légvédelmi rendszer egyik alváza (NATO kód: SA–10 Grumble)

#### 5 – légvédelmi eszközök
- 5B – légvédelmi rakéták harcirésze
  - 5B18 – az SZ–125 harcirésze
- 5N – légvédelmi rádiólokátorok
  - 5N84A – az SZ–200 rakétarendszer távolfelderítő lokátora (NATO-kódja Tall King)
- 5P – légvédelmi rakéta indítóállványa
  - 5P75 – az SZ–125 rendszer négyes indítóállványa.
- 5V – légvédelmi rakéták
  - 5V24 – az SZ–125 légvédelmi rendszer rakétája (V–600)
  - 5V27 – az SZ–125 légvédelmi rendszer rakétája (V–601)
  - 5V55 – az SZ–300 légvédelmi rendszer rakétája
- 5Ae – számítógépek
  - 5Ae26 – egy speciális többprocesszoros számítógép 1.5 MIPS számolási teljesítménnyel
- 5Ja – légvédelmi rakéták
  - 5Ja23 – az SZ–75 Dvina légvédelmi rendszer rakétája
- 5n kiegészített
  - 51T6 – az A–135 rakétavédelmi rendszer (SH–11 Gorgon) exoatmoszferikus rakétája
  - 53T6 – az A–135 rakétavédelmi rendszer (SH–08 Gazelle) endoatmoszferikus rakétája

#### 6 – tűzfegyverek és légvédelmi eszközök
- 6B – testpáncélok és sisakok
  - 6B1 – testpáncél
  - 6B6 – sisak
- 6V – tűzfegyverek
  - 6V1 – az SZVD (Dragunov) öntöltő puska
  - 6V8 – a VSZK–94 öntöltő puska
- 6G – tűzfegyverek
  - 6G3 – RPG–7 kézi páncéltörő gránátvető
  - 6G9 – RPG–16 kézi páncéltörő gránátvető
  - 6G12 – RPG–18 kézi páncéltörő rakétavető
  - 6G17 – a VOG–25 40 mm-es gránátvető
  - 6G30 – RG–6 40 mm-es gránátvető
- 6ZS – tűzfegyver-felszerelések
  - 6ZS1M – 100 db-os töltényrakasz a PKM géppuskához
- 6P – tűzfegyverek
  - 6P1 – az AKM
  - 6P2 – az RPK
  - 6P6 – a PKM géppuska
  - 6P11 – az NSZV nehézgéppuska
  - 6P18 – az RPK–74
  - 6P20 – az AK–74
  - 6P21 – az AKSZ–74
  - 6P26 – az AKSZ–74U
  - 6P29 – a VSZSZ Vintorez
  - 6P30 – az ASZ–Val
  - 6P33 – az AN–94
  - 6P39 – az RPK–74M
  - 6P43 – az AK–101
  - 6P45 – az AK–103
- 6T – tűzfegyver-felszerelések
  - 6T2 – Szamozsenkov-féle háromlábú állvány a PKSZ géppuskához
- 6U – tűzfegyver-felszerelések
  - 6U1 – a PK géppuska helikopterekben alkalmazható változatának felszerelése
- 6H – kések és bajonettek
  - 6H3 – az AKM rövid bajonettje
  - 6C – távcsövek
  - 6C1 – a PSZO–1 irányzék az SZVD öntöltő puskához
- 6CS – tűzfegyver-felszerelések
  - 6CS12 – a PBSZ–1 hangtompító
- 6S – tűzfegyver-felszerelések
  - 6S5 – töltényheveder

#### 7 – tűzfegyver-töltények

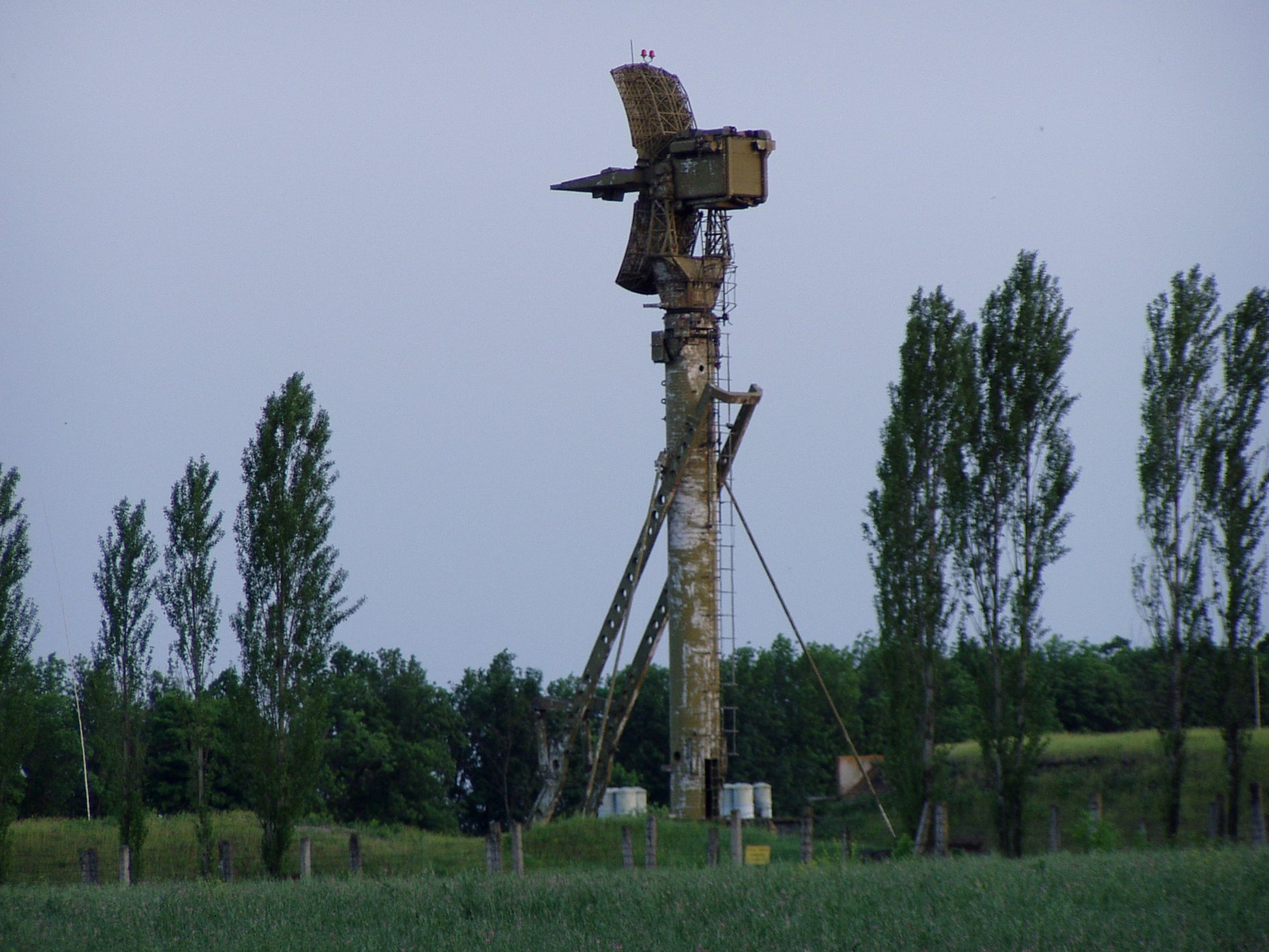
76N6 célfelderítő lokátor

- 7B – lőszerek
  - 7B33 – a 7,62×54 mm R páncéltörő/gyújtó lőszer
- 7G – gránátok
  - 7G1 – az RKG–3 páncéltörő kézigránát
- 7Z – lőszerek
  - 7Z1 – a 14,5×115 mm gyújtó lőszer
- 7N – lőszerek
  - 7N1 – a 7,62×54 mm R acélmagvas lőszer
- 7P – rakétahajtású gránátok
  - 7P1 – a 40 mm RPG–7 gránát
- 7SZ – vegyes töltények
  - 7SZ1 – narancsszínű jelzőfüst
- 7T – lőszerek
  - 7T2 – the 7,62×54 mm R fényjelzős lőszer
- 7U – lőszerek
  - 7U1 – 7,62×54 mm hangsebesség alatti lőszer
- 7H – vaktöltények
  - 7H1 – a 12,7×108 mm vaktöltény
- 7n kiegészített
  - 71H6 – a  Prognoz–2 korai előrejelző műhold
  - 73N6 Bajkal–1 – egy önműködő légvédelmi parancsnoki és vezérlő rendszer
  - 75E6 Parol–3 – az SZ–125 és SZ–75M rendszerek IFF adóegysége
  - 76N6 – az SZ–300 légvédelmi rakétarendszer kis magasságú célfelderítő rádiólokátora

#### 8 – szárazföldi rakéták és rakétaeszközök
- 8A – ballisztikus rakéták
  - 8A11 – R–1 ballisztikus rakéta
  - 8A62 – R–5 közepes hatótávolságú ballisztikus rakéta
- 8D – rakéta-hajtóművek
  - 8D74 – RD–107 rakétahajtómű
  - 8D420 – RD–270 rakétahajtómű
  - 8D511 – SZ2.253 rakétahajtómű
- 8K – ballisztikus rakéták és hordozórakéták
- 8K51 – R–5M közepes hatótávolságú ballisztikus rakéta
  - 8K6 – az OKB–586 tervezőiroda rakétái
    - 8K63 – R–12 Dvina közepes hatótávolságú ballisztikus rakéta
    - 8K64
    - 8K67

  - 8K7 – az OKB–1 tervezőiroda rakétái
    - 8K71 – R–7 Szemjorka interkontinentális ballisztikus rakéta
    - 8K71PSZ – Szputnyik hordozórakéta
    - 8K72 – Vosztok hordozórakéta
    - 8K78 – Molnyija hordozórakéta
    - 8K75 R–9A interkontinentális ballisztikus rakéta

  - 8K8 – az OKB–52 tervezőiroda rakétái
    - 8K81
    - 8K82 – Proton hordozórakéta
    - 8K84

  - 8K9 – szilárd hajtóanyagú rakéták
    - 8K98 – RT–2 interkontinentális ballisztikus rakéta
- 8P – rakétaindító rendszerek
- 8SZ – rakéta-fokozatok
- 8F – harci részek
  - 8F021 – a 8K69 megtört pályályú bombázórendszer orbitális fejrésze

#### 9 – szárazföldi rakéták éspilóta nélküli repülőgépek
- 9A
  - 9A82 – az SZ–300V (NATO-kód: SA–12B Giant) TELAR-ja (Transporter Erector Launcher And Radar)
  - 9A84 – az SZ–300V (NATO-kód: SA–12B Giant) indító-töltő járműve (Launcher/Loader Vehicle, LLV)
  - 9A85 – az SZ–300V (NATO-kód: SA–12A Gladiator) indító-töltő járműve
  - 9A93 – az SZ–300V (NATO-kód: SA–12A Gladiator) TELAR-ja
  - 9A4172 Vihr
  - 9A–624 – JakB–12,7 repülőgép-fedélzeti géppuska
  - 9A–620 – GS–6–23 repülőgép-fedélzeti gépágyú
  - 9A–768 – GS–6–23M repülőgép-fedélzeti gépágyú
  - 9A–4071K – GS–301 repülőgép-fedélzeti gépágyú
- 9E – lövedékgyújtó-szerkezet
  - 9E256 – a 100 mm-es 9M117 páncéltörő rakéta eleme
- 9H – lövedék-robbanótöltet
  - 9H136M – a 100 mm-es 9M117 páncéltörő rakéta eleme
- 9K – rakéta-sorozatvetők és harckocsi-elhárító rendszerek
  - 9K31 Szterla–1 – (NATO-kód: SA–9 Gaskin)
  - 9K32 Sztrela–2 – (NATO-kód: SA–7 Grail)
  - 9K33 Osza – (NATO-kód: SA–8 Gecko)
  - 9K34 Sztrela–3 – (NATO-kód: SA–14 Gremlin)
  - 9K35 Sztrela–10 – (NATO-kód: SA–13 Gopher)
  - 9K37 Buk – (NATO-kód: SA–11 Gadfly)
  - 9K38 Buk-M1-2 – (NATO-kód: SA–17 Grizzly)
  - 9K38 – (NATO-kód: SA–18 Grouse)
  - 9K51 Grad – (BM–21) 122 mm-es önjáró rakéta-sorozatvető Ural-alvázakon (40 csöves)
  - 9K55 Grad–1 – (BM–21–1) ua. ZIL–131 alvázon (36 csöves)
  - 9K57 Uragan – (BM–27)
  - 9K58 Szmercs – (BM–30)
  - 9K59 Prima – 50 csöves Grad ZIL–131 alvázon
  - 9K81 – (NATO-kód: SA–12A Gladiator) SZ–300V /HQ–18 (Kína)
  - 9K112 Kobra – (NATO-kód: AT–8 Songster)
  - 9K115 Metyisz – (NATO-kód: AT–7 Saxhorn)
  - 9K115–2 Metyisz–M – (NATO-kód: AT–13 Saxhorn–2)
  - 9K116 Kasztyet –
  - 9K117 Basztyion (9K116–3) – (NATO-kód: AT–10 Stabber)
  - 9K118 Sekszna – (NATO-kód: AT–12 Swinger)
  - 9K121 Vihr – (NATO-kód: AT–16 Scallion)
  - 9K132 Grad–P – orosz ejtőernyős és különleges alakulatok alkalmazzák
  - 9K310 – (NATO-kód: SA–16 Gimlet)
  - 9K330 Tor – (NATO-kód: SA–15 Gauntlet és SA–N–9 Gauntlet)
  - 9K331 Tor–M és Tor–M1 – a Tor TELAR-ja (a Tunguszka-val megegyező alváz)
  - 9K332 Tor–M2
  - 9K714 Oka – (NATO-kód: SS–23 Spider)
- 9M – szárazföldi, páncéltörő és fokozott repeszhatású rakéták
  - 9M14 Maljutka – (NATO-kód: AT–3 Sagger)
  - 9M17P Falanga – (NATO-kód: AT–2 Swatter–A)
  - 9M31 – a 9K31 Sztrela–1 (NATO-kód: SA–9 Gaskin) rakétája
  - 9M72 Iszkander – (NATO-kód: SS–26 Stone)
  - 9M82 – az SZ–300V (NATO-kód: SA–12B Giant) rakétája
  - 9M83 – az SZ–300V (NATO-kód: SA–12A Gladiator) rakétája
  - 9M111 Fagot – (NATO-kód: AT–4 Spigot)
  - 9M111 Tunguszka – (NATO-kód: SA–19 Grisom) a Tunguszka többcélú légvédelmi rakétája
  - 9M113 Konkursz – (NATO-kód: AT–5 Spandrel)
  - 9M114 Sturm – (NATO-kód: AT–6 Spiral)
  - 9M117 Basztyion – (NATO-kód: AT–10 Stabber)
  - 9M119 Szvir – (NATO-kód: AT–11 Sniper)
  - 9M120 Ataka–V – (NATO-kód: AT–9 Spiral–2)
  - 9M123 Hrizantyema – (NATO-kód: AT–15 Springer)
  - 9M131 – a Metisz–M rakétája
  - 9M133 Kornyet
  - 9M311 – a Tunguszka légvédelmi rakétája (NATO-kód: SA–19 Grison)
  - 9M330 – a Tor légvédelmi rakétája
  - 9M714 – az Oka ballisztikus rakétája (NATO-kód: 	SS–23 Spider)
- 9SZ – kommunikációs és radarrendszerek
  - 9SZ15 – az SZ–300V Bill Board felderítő radarrendszere
  - 9SZ19 – az SZ–300V High Screen Sector Radar system
  - 9SZ32 – az SZ–300V Grill Pan tűzvezető radarrendszere
  - 9SZ457 – az SZ–300V parancsnoki állomása

#### 10 – felszerelések
- 10P – irányzékok
- 10P19 – a PGO–7V irányzék az RPG–7V-hez
- 10R – rádiók
- 10R30 Karat–2 – egy rádióadó

#### 11 – rakétaeszközök és kiegészítő berendezések
- 11A – rakéták
  - 11A51 – N1 nehéz hordozórakéta
  - 11A511 – Szojuz hordozórakéta
    - 11A511U – Szojuz–U hordozórakéta
    - 11A511L – Szojuz–L hordozórakéta

  - 11A57 – Voszhod hordozórakéta
  - 11A59 – Poljot hordozórakéta
- 11B – nukleáris rakétahajtóművek
  - 11B91 – RD0410
  - 11B97
- 11F – műholdak
  - 11F61 – Zenyit–2 felderítő műhold
  - 11F618 – DSZ–P1–Ju radarcél-műhold
  - 11F624 – Jantar–2K műhold
  - 11F625 – Sztrela–1M távközlési műhold
  - 11F627 – Parusz navigációs műhold
  - 11F645 – Zenyit–4U felderítő műhold
  - 11F647 – Ekran műsorszóró műhold
  - 11F67 – Molnyija–1 – távközlési műhold
  - 11F69 – Zenyit–4 felderítő műhold
  - 11F690 – Zenyit–2M felderítő műhold
  - 11F691 – Zenyit–4M felderítő műhold
  - 11F692 – Zenyit–4MK felderítő műhold
  - 11F35K1 – a Buran első példánya
  - 11F654 – GLONASZSZ-műholdak
  - 11F72 – TKSZ űrhajó
  - 11F732 – Szojuz–T és Szojuz–TM űrhajó
  - 11F94 – LK holdkomp
- 11G – berendezések
  - 11G12 – üzemanyagtöltő-állomás
- 11D – rakétahajtóművek
  - 11D414 – KDU–414 pályakorrekciós hajtómű
  - 11D43 – RD–253 folyékony hajtóanyagú rakétahajtómű
  - 11D48 – RD–253 rakétahajtómű
  - 11D111 – NK–33 folyékony hajtóanyagú rakétahajtómű
  - 11D122 – RD–0120 rakétahajtómű
  - 11D521 – RD–170 rakétahajtómű
  - 11D55 – RD–0110 rakétahajtómű
- 11K – rakéták
  - 11K25 Enyergija rakéta – a Buran nagy teljesítményű hordozórakéta-rendszere
- 11M – fedélzeti berendezések
  - 11M243 – a 11F624 Jantar–2K műhold napelem-működtető rendszere
- 11P – földi egységek
  - 11P825 – az Enyergija indítókomplexuma
- 11SZ – hajtóműfokozatok
  - 11SZ59 – a Szojuz gyorsítórakétájának első és második fokozata

#### 14 – rakétaeszközök és kiegészítő berendezések
- 14A14 – Szojuz–2 hordozórakéta
- 14A15 – Szojuz–2–1v hordozórakéta
- 14D – rakétahajtóművek
  - 14D30 – a Briz végfokozat S5.98M folyékony hajtóanyagú hajtóműve
- 14I – földi berendezések
  - 14I02 – a "Briz" gyorsítórakéta 8P882 földi rendszere
- 14P – földi berendezések
  - 14P72 – a "Briz" szolgálati rendszere
- 14S – rakéta-végfokozatok
  - 14S12 – Briz
- 14T – földi berendezések
  - 14T81 – a "Briz" raktározási berendezései
- 14F – műholdak
  - 14F10 – az  Narjad műholdromboló fegyver
  - 14F137  – Perszona felderítő műhold
  - 14F139 – Pion-NKSZ rádióelektronikai felderítő műhold

#### 15 – a Hadászati Rakétacsapatok felszerelései
- 15A – interkontinentális ballisztikus rakéták
  - 15A14 – az R–36M (NATO-kód: SS–18 Satan)
  - 15A15 – az MR–UR–100 (NATO-kód: SS–17 Spanker)
  - 15A18 – az R–36M (NATO-kód: SS–18 Satan)
- 15B – harcirészek
- 15D – rakéta hajtóművek
- 15ZS – interkontinentális ballisztikus rakéták és harcászati ballisztikus rakéták
  - 15ZS45 – az RSZD–10 Pionyer (SS–20 Saber) harcászati ballisztikus rakéta
- 15N – parancsnoki és vezérlő járművek
- 15P – siló-kilövőállások
- 15U – interkontinentális ballisztikus rakéták földi berendezései
- 15F – harcirészek

#### 17 – rakétaeszközök és kiegészítő berendezések
- 17D – Vegyes rakétahajtóművek
  - 17D58Ae – "Briz-M" gyorsító fokozatának kormányhajtóművei
- 17K – világűrbe telepített rendszerek
  - 17K114 – űrbe telepített felderítő és tűzvezető rendszer
- 17P – földi berendezések
  - 17P31 – az Enyergija indítórendszere
- 17SZ – rakétafokozatok
  - 17S40 – a Proton D egysége
- 17U – földi berendezések
  - 17U551 – a "Briz-M" gyorsító tesztelő rendszere
- 17F – műholdak
  - 17F15 – Raduga–1 távközlési műhold
  - 17F16K – USZ–A radarfelderítő műhold